# HSPA
Пакетни пренос података великом брзином (енгл. High Speed Packet Access (HSPA)) је технологија која је настала спајањем два протокола мобилне телефоније, HSDPA и HSUPA, a која побољшава перформансе постојећег WCDMA протокола. Постоји и унапређена верзија ове технологије, позната као HSPA+, која је објављена крајем 2008. са каснијим усвајањем широм света почетком 2010.
HSPA подржава повећање максималне брзине преноса података до 14 мегабита у секунди приликом преузимања података и 5,8 мегабита у секунди приликом слања података. Он такође смањује кашњење у преносу података и обезбеђује до пет пута више капацитета система приликом преузимања података и до два пута више капацитета система приликом слања података, као и смањење трошкова по биту (енгл. cost per bit) за оператера, у односу на оригинални WCDMA протокол.